# 梅樂峰

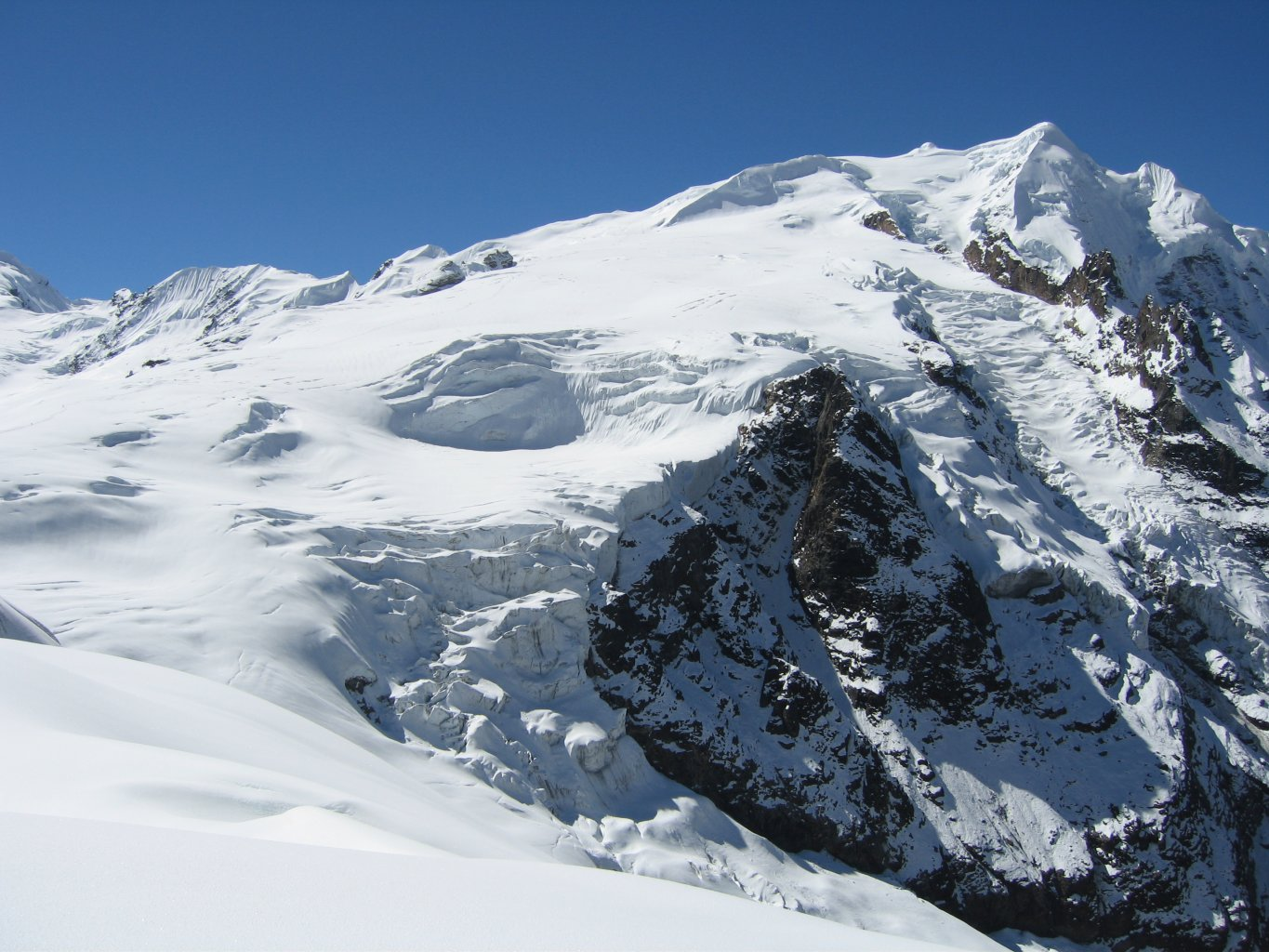

梅樂峰是尼泊爾的山峰，位於該國東部MAKARU馬卡鹿-國家公園境內，屬於喜馬拉雅山脈的一部分，海拔高度6,476公尺。它包含三個主要的峰頂—梅樂北峰6,476公尺、梅樂主峰6,461公尺、梅樂南峰6,065公尺。英國攀山隊在1953年5月20日登上該山峰。

## 外部連結
- View from the summit of Mera Peak梅樂峰的图片

1. ↑  "Mera Peak, Nepal" Peakbagger.com. Retrieved 2012-02-19.